# Luzula abyssinica
Luzula abyssinica är en tågväxtart som beskrevs av Filippo Parlatore. Luzula abyssinica ingår i Frylesläktet som ingår i familjen tågväxter. IUCN kategoriserar arten globalt som livskraftig. Inga underarter finns listade i Catalogue of Life.